# Złockie

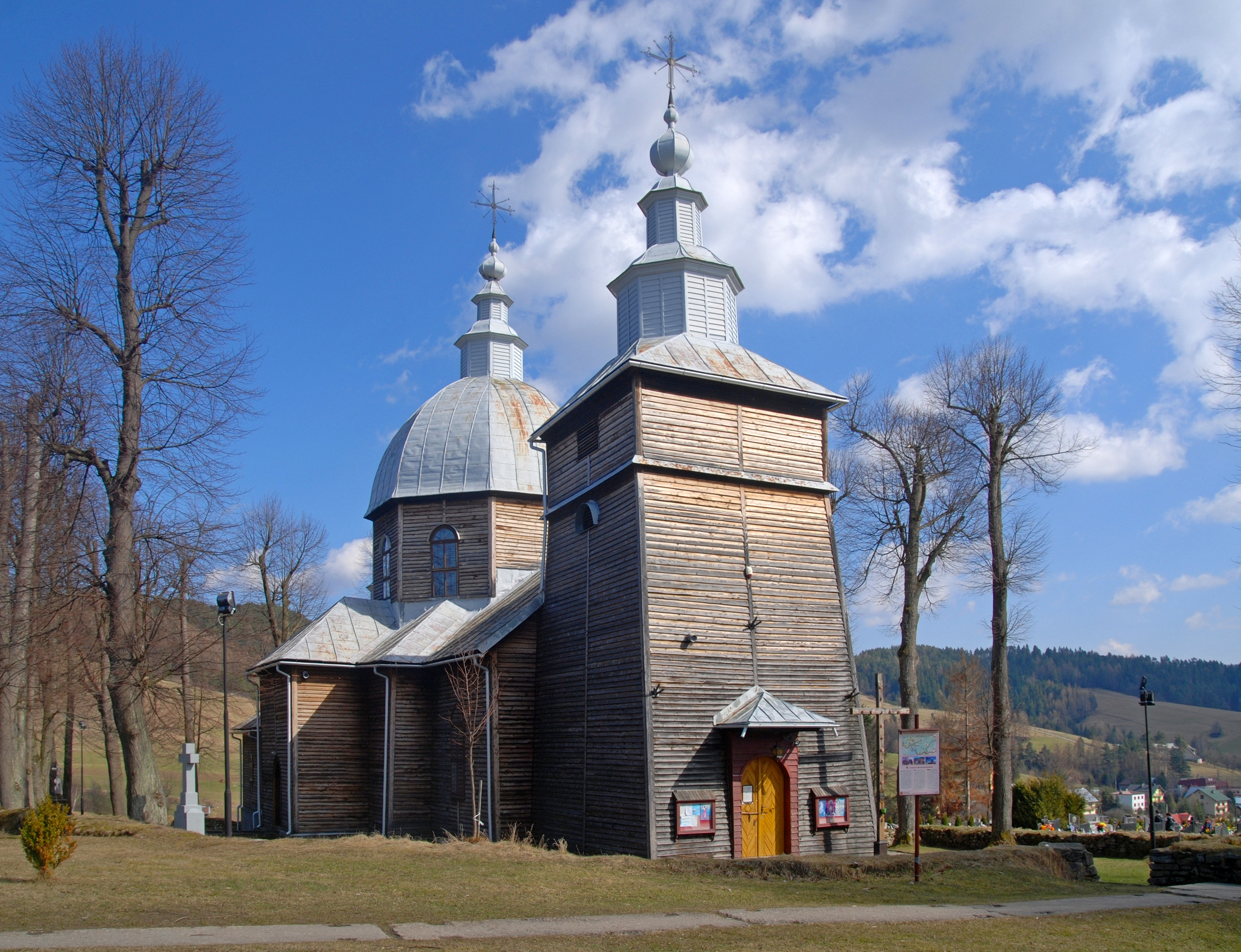
Dawna cerkiew, obecnie kościół parafialny pw. Narodzenia NMP w Złockiem

Złockie (rus. Злоцкє) – wieś w Polsce położona w województwie małopolskim, w powiecie nowosądeckim, w gminie Muszyna. W latach 1975–1998 miejscowość administracyjnie należała do województwa nowosądeckiego. W 2022 r. sołectwu został nadany status uzdrowiska („Uzdrowisko Złockie”).

## Położenie
Miejscowość Złockie położona jest w Beskidzie Sądeckim, u stóp południowych stoków Jaworzyny Krynickiej (1114 m). Zachodnim skrajem Złockiego płynie potok Szczawnik, natomiast wschodnią doliną płynie Złocki Potok. Szczawnik wpada do Popradu tuż poniżej ujścia Muszynki.
Wyróżnia się zabytkiem architektury drewnianej, cerkwią św. Dymitra z 1872 roku (obecnie parafialny kościół rzymskokatolicki).
Złockie ma rozwiniętą bazę turystyczną. Znajdują się tutaj hotele i pensjonaty. W okresie wakacyjnym w górnej części wsi funkcjonuje studencka baza namiotowa Muszyna-Złockie. Istnieje też Ośrodek Jazdy Konnej.

## Historia
Złockie założone zostało podczas kolonizacji wołoskiej w 1580 roku przez Iwana Makowicę na podstawie przywileju lokacyjnego biskupa Piotra Myszkowskiego.
W latach 1974–2005 Złockie było uznane przez rząd za miejscowość posiadającą warunki do prowadzenia lecznictwa uzdrowiskowego, dzięki czemu mogły być prowadzone tu zakłady lecznictwa.

### Ochotnicza straż pożarna
Ochotnicza straż pożarna w Złockiem powstała w 1952 roku, jednostka znajduje się poza krajowym systemem ratowniczo-gaśniczym, posiada za to system selektywnego alarmowania posiada dwa samochody ratowniczo-gaśnicze tj.(348 K 53)Ford Transit GLBM 0,3/0,5 (poprzednio OSP Żegiestów)oraz Renault Master I.

### Edukacja
Od 1953 roku działa szkoła.

## Demografia
Ludność na podstawie spisów powszechnych, w 2009 roku, według PESEL.
| Rok    | 1900 | 1921 | 1931 | 2002 |
| Liczba | 96   | 115  | 127  | 180  |

| Zwierzęta | Konie | Bydło | Owce | Świnie |
| Liczba    | 18    | 400   | 141  | 80     |

## Zabytki
Obiekt wpisany do rejestru zabytków nieruchomych województwa małopolskiego.
- Cerkiew pw. św. Dymitra, obecnie kościół, mur ogrodzeniowy, drzewostan.

### Inne zabytki
- Drewniany spichlerzyk z XIX wieku.

## Szlaki turystyczne
Muszyna – Złockie – Jaworzyna Krynicka (1114 m n.p.m.) – Krynica-Zdrój – Huzary (864 m n.p.m.) – Mochnaczka Niżna – Lackowa (997 m n.p.m.) – Wysowa (Szlak Wincentego Pola)
 Muszynka – Rezerwat przyrody Okopy Konfederackie – Wojkowa – Muszyna – Złockie – Szczawnik – Pusta Wielka (1061 m n.p.m.) – Żegiestów